# Spöket på Junkershus
Spöket på Junkershus är en svensk komedifilm från 1918 i regi av Elis Ellis. 

## Om filmen
Filmen premiärvisades 9 december 1918 på  Brunkebergsteatern i Stockholm. Den spelades in vid före detta Hasselbladateljén i Otterhällan med exteriörer från Tjolöholms slott och ett romaläger utanför Vänersborg av Carl Gustaf Florin och Gustav A. Gustafson. Flera av romerna i lägret medverkade som statister. Filmen var Elis Ellis regidebut, och den andra av filmerna om karktären löjtnant Galenpanna.

## Roller
- Elis Ellis – Curt Junker, kallad Löjtnant Galenpanna
- Frans Oscar Öberg – Nr 29 Karlsson, hans kalfaktor
- Kerstin Bergman – Madelaine, Curts kusin
- Sonja Crampelle – Curts kusin
- Vera Lindgren – Curts kusin
- Emma Rommel – Härskarinna till Junkershus
- Harry Roeck-Hansen – Richard Svärdsköld, överste
- Albin Lindahl – Jonas